# مونتياسي
مُنتياسي أو (نقحرة: مونتياسي) (بالإيطالية: Monteiasi)‏ هي بلدية في مقاطعة طارنت في إقليم بولية الإيطالي.

## السكان
في سنة 1861 بلغ عدد السكان 1٬763 نسمة، وتطور العدد ليصل في سنة 2011 لـ 5٬522 نسمة.
يظهر هذا المخطط البياني تطور النمو السكاني لـ مُنتياسي